# Лос-Молінос (Мадрид)
Лос-Молінос (ісп. Los Molinos) — муніципалітет в Іспанії, у складі автономної спільноти Мадрид. Населення — 4565 осіб (2010).
Муніципалітет розташований на відстані близько 45 км на північний захід від Мадрида.

## Демографія
Динаміка населення (INE ):

## Галерея зображень

Розташування муніципалітету у автономній спільноті Мадрид